# Cristian Dumitru Crișan
Cristian Dumitru Crișan (Maros megye, 1981. október 11. –) román görögkatolikus pap, fogaras-gyulafehérvári segédpüspök.

## Pályafutása
2008. május 11-én szentelték pappá.

### Püspöki pályafutása
Ferenc pápa 2020. január 22-én fogaras-gyulafehérvári segédpüspökké és abulai címzetes püspökké nevezte ki. Június 21-én szentelte püspökké a balázsfalvi Szentháromság-székesegyházban Lucian Mureșan fogaras-gyulafehérvári nagyérsek, Alexandru Mesian lugosi püspök és Claudiu-Lucian Pop mariammei címzetes püspök segédletével.